# Ochrilidia socotrae
Ochrilidia socotrae Massa, 2009 è un insetto ortottero  della famiglia Acrididae, endemico dell'isola di Socotra (Yemen)..